# 1897
- Wikisource

| Calendário gregoriano                                                        | 1897 MDCCCXCVII                     |
| Ab urbe condita                                                              | 2650                                |
| Calendário arménio                                                           | 1346 – 1347                         |
| Calendário bahá'í                                                            | 53 – 54                             |
| Calendário budista                                                           | 2441                                |
| Calendário chinês                                                            | 4593 – 4594 Início a 2 de fevereiro |
| Calendário copta                                                             | 1613 – 1614                         |
| Calendário etíope                                                            | 1889 – 1890                         |
| Calendários hindus - Vikram Samvat - Calendário nacional indiano - Cáli Iuga | 1952 – 1953 1818 – 1819 4997 – 4998 |
| Calendário Holoceno                                                          | 11897                               |
| Calendário islâmico                                                          | 1315 – 1316                         |
| Calendário judaico                                                           | 5657 – 5658                         |
| Calendário persa                                                             | 1275 – 1276 Início a 20 de março    |
| Calendário rúnico                                                            | 2147                                |
| Calendário solar tailandês                                                   | 2440                                |

1897 (MDCCCXCVII, na numeração romana) foi um ano comum do século XIX do actual Calendário Gregoriano, da Era de Cristo,  e a sua letra dominical foi C, teve 52 semanas,  início a uma sexta-feira e terminou também a uma sexta-feira.
| Ano completo                       |
| ---------------------------------- |
| Ano comum com início à sexta-feira |

## Eventos
- Joseph John Thomson mede a carga específica do elétron.
- Edmond Rostand escreve a peça de teatro Cyrano de Bergerac.

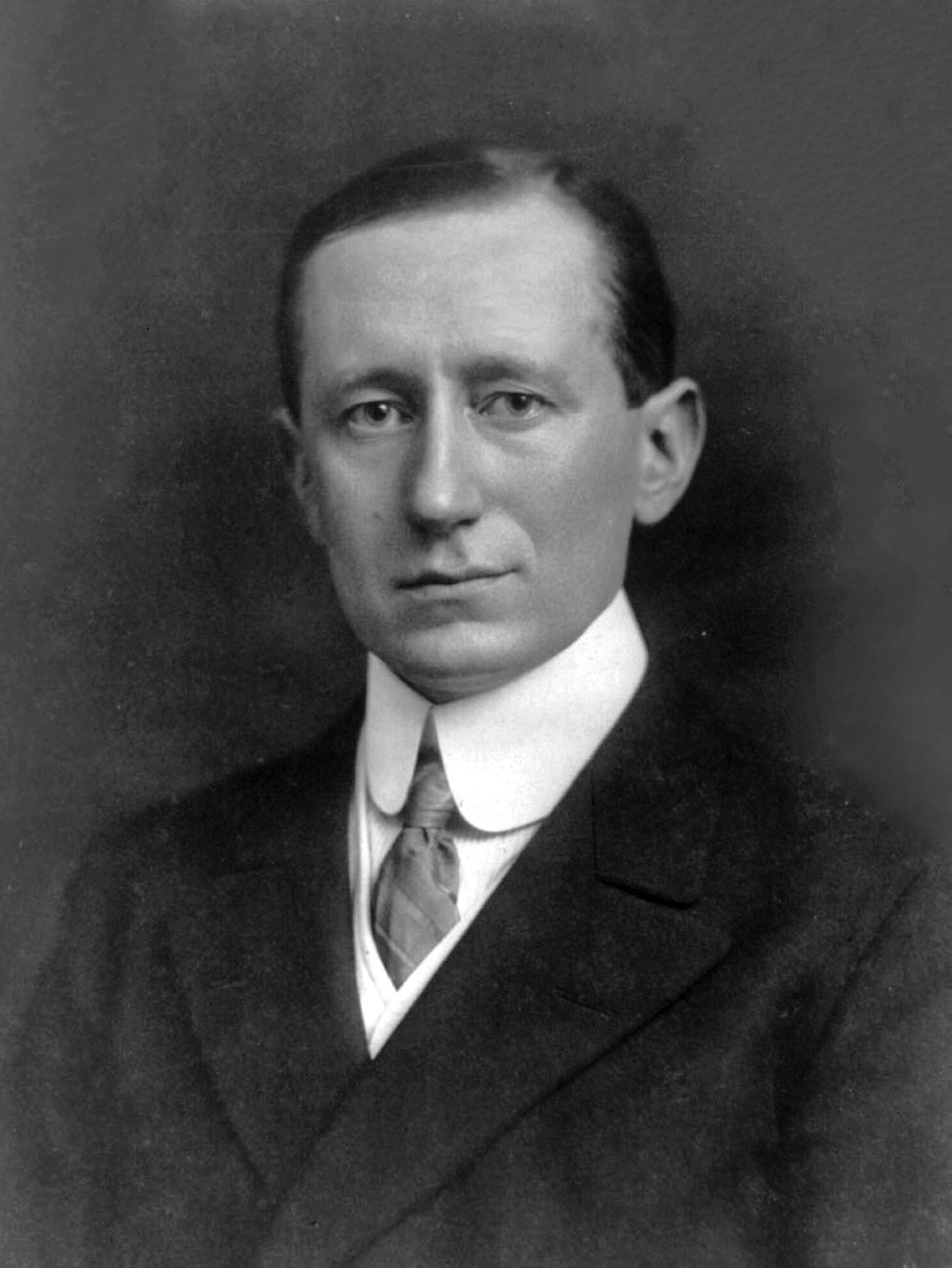
Guglielmo Marconi faz a primeira transmissão de rádio

- Conquista do Japão na Coreia.

### Janeiro
- 1 de janeiro - Inaugurada linha submarina de telégrafo entre Rio de Janeiro e Pernambuco.

### Fevereiro
- 24 de fevereiro - No Rio de Janeiro, o Palácio do Catete, sede da presidência da república, é inaugurado.

### Março
- 4 de março - William McKinley toma posse como Presidente dos Estados Unidos.
- 14 de março - Inaugurada a primeira linha de bondes elétricos de Salvador, BA, unindo os bairros do Comércio e Itapagipe.

### Maio
- 1º de maio - Em uma sessão de 16 "filmetes" (curta-metragem) ocorrido no Cassino Fluminense, em Petrópolis, constituiu-se na primeira apresentação de filmes, produzidos e dirigidos no Brasil, em território nacional. Entre estes, encontram-se  filmes como: Uma artista trabalhando no trapézio do Politeama, Chegada do trem em Petrópolis e Bailado de Crianças no Colégio, no Andaraí.[1]
- 4 de maio - Trágico incêndio no Bazar de la Charité em Paris, com a morte de 126 pessoas.
- 14 de maio - O físico e inventor italiano Guglielmo Marconi faz a primeira transmissão de rádio da história.

### Julho
- 11 de julho - Tem início a mal-sucedida expedição polar de S. A. Andrée, que dentro de alguns meses resultaria na morte de todos os seus integrantes.

### Agosto
- 10 de agosto - A aspirina, um analgésico altamente eficaz e um redutor de febre, é inventado na Alemanha por Felix Hoffmann.

### Setembro
- 16 de setembro - Euclides da Cunha chega a Canudos, BA, a serviço do jornal O Estado de S. Paulo, para cobrir a revolta camponesa conhecida como Guerra de Canudos.

### Outubro
- 5 de outubro - tropas federais invadem o arraial de Canudos. Termina a guerra.

### Novembro
- 25 de novembro - A Espanha concede autonomia política e administrativa a Porto Rico.
- 5 de novembro - Prudente de Morais, presidente do Brasil, recebe no Rio de Janeiro, as tropas que retornam da campanha de Canudos e sofre um atentado à faca em que morre seu Ministro da Guerra, o Marechal Bittencourt, em frente ao Arsenal da Marinha, com cinco facadas, desferidas por um anspeçada, Marcelino Bispo, por ter se adiantado para defender o presidente com a própria vida.

### Dezembro
- 12 de dezembro - Minas Gerais transfere a capital do estado de Ouro Preto para Belo Horizonte.

## Nascimentos

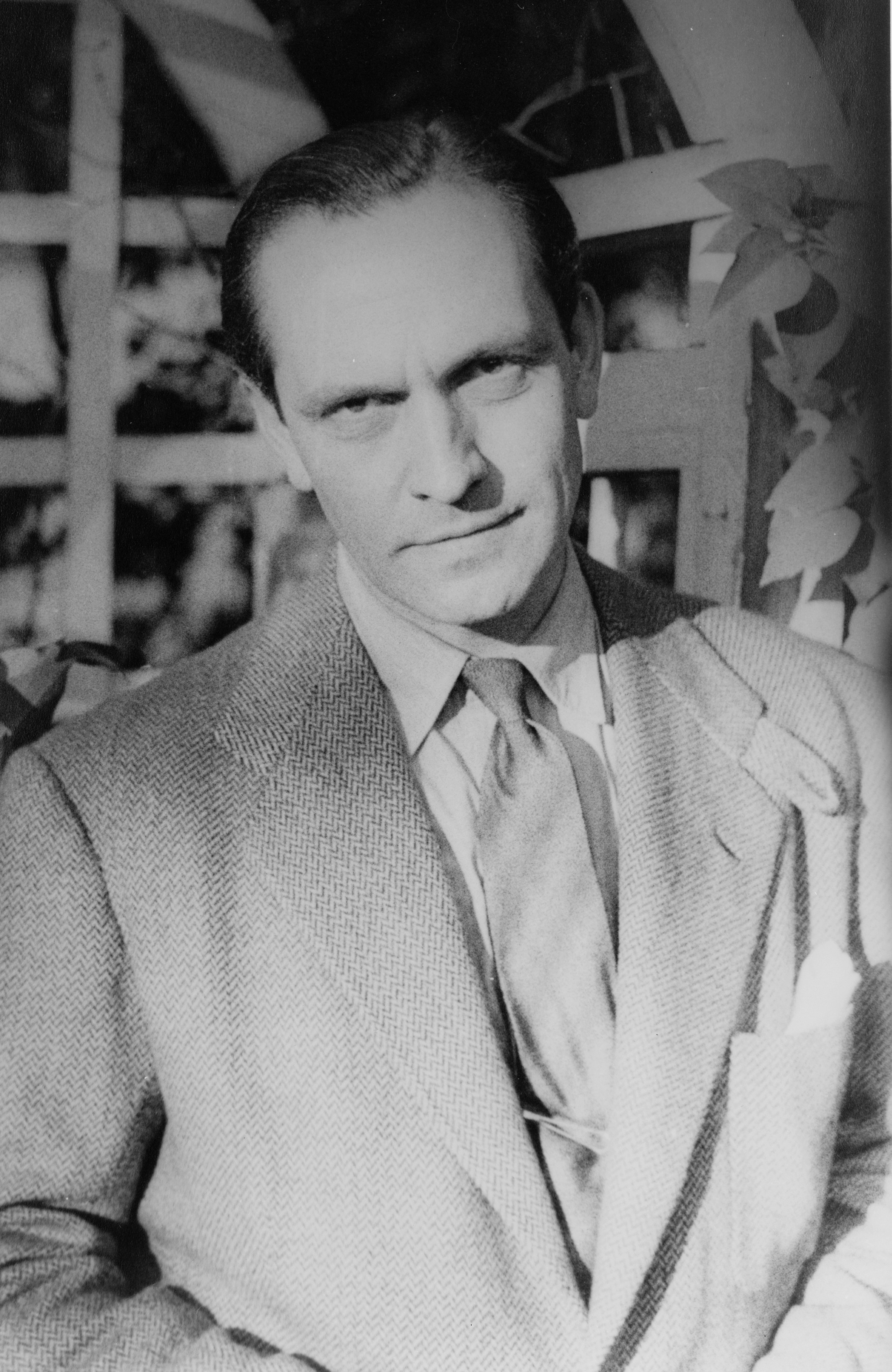
Fredric March (31 de agosto)

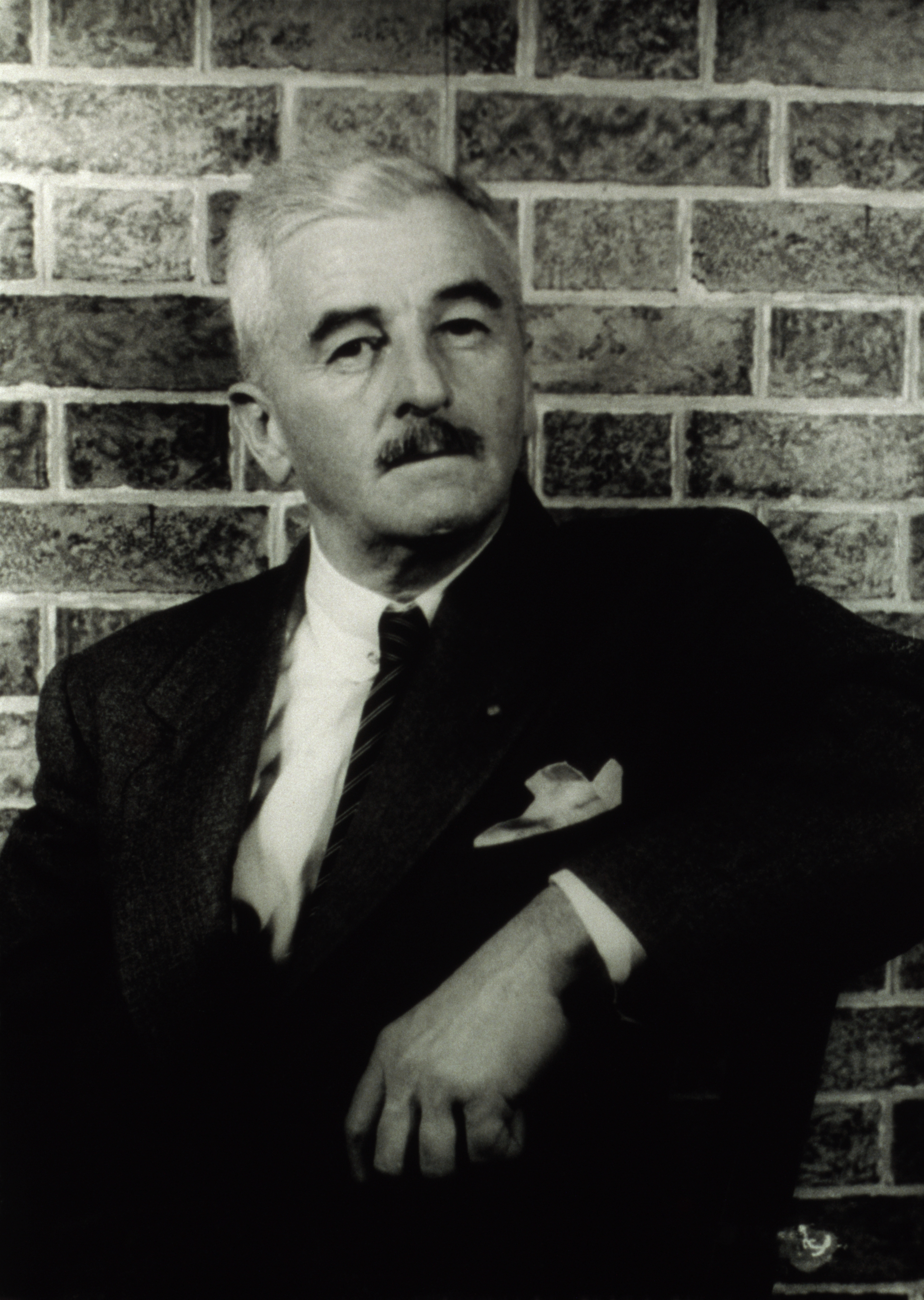
William Faulkner (25 de setembro)

- 22 de fevereiro - Barbosa Lima Sobrinho, advogado, jornalista, escritor, professor e político brasileiro. (m. 2000)
- 25 de fevereiro - Helen Jerome Eddy, atriz americana (m. 1990).
- 4 de março - Carlos de Ornellas, jornalista, escritor, empresário e militar português (m. 1963)
- 24 de março - Wilhelm Reich, psiquiatra austro-húngaro. (m. 1957)
- 23 de abril - Pixinguinha, compositor brasileiro
- 24 de Abril - Manuel Ávila Camacho, presidente do México de 1940 a 1946 (m. 1955).
- 30 de abril - Humberto Mauro, cineasta brasileiro (m. 1983)
- 20 de maio - Diego Abad de Santillán, anarquista espanhol. (m. 1983)
- 10 de junho - Grã-Duquesa Tatiana Nikolaevna Romanova da Rússia (m. 1918).
- 12 de junho - Anthony Eden, político britânico. (m. 1977)
- 12 de julho - Virgílio Alvim de Melo Franco, político e jornalista brasileiro (m. 1948)
- 24 de julho - Amelia Earhart, aviadora pioneira americana.
- 4 de agosto - Aarne Arvonen
- 19 de agosto - Roman Vishniac, fotógrafo e microbiologista judeu (m. 1990).
- 6 de setembro - Di Cavalcanti, pintor brasileiro. (m. 1976)
- 20 de setembro - Humberto Castelo Branco, 29º Presidente do Brasil (m. 1967)
- 23 de setembro - Paul Delvaux, pintor belga. (m. 1994)
- 26 de setembro - Papa Paulo VI, 263º papa. (m. 1978).
- 29 de outubro - Joseph Goebbels, ministro da propaganda do regime nazi (m. 1945)
- 10 de novembro -  Charlotte Winters, última veterana norte-americana da Primeira Guerra Mundial (m. 2007).
- 16 de Outubro - Sergei Taboritsky, Jornalista e Colaborador da Gestapo durante o Regime Nazi (m. 1980)
- 14 de Dezembro — Lourenço de Jesus Maria José Vaz de Almada, político e historiador português (m. 1978).

## Mortes

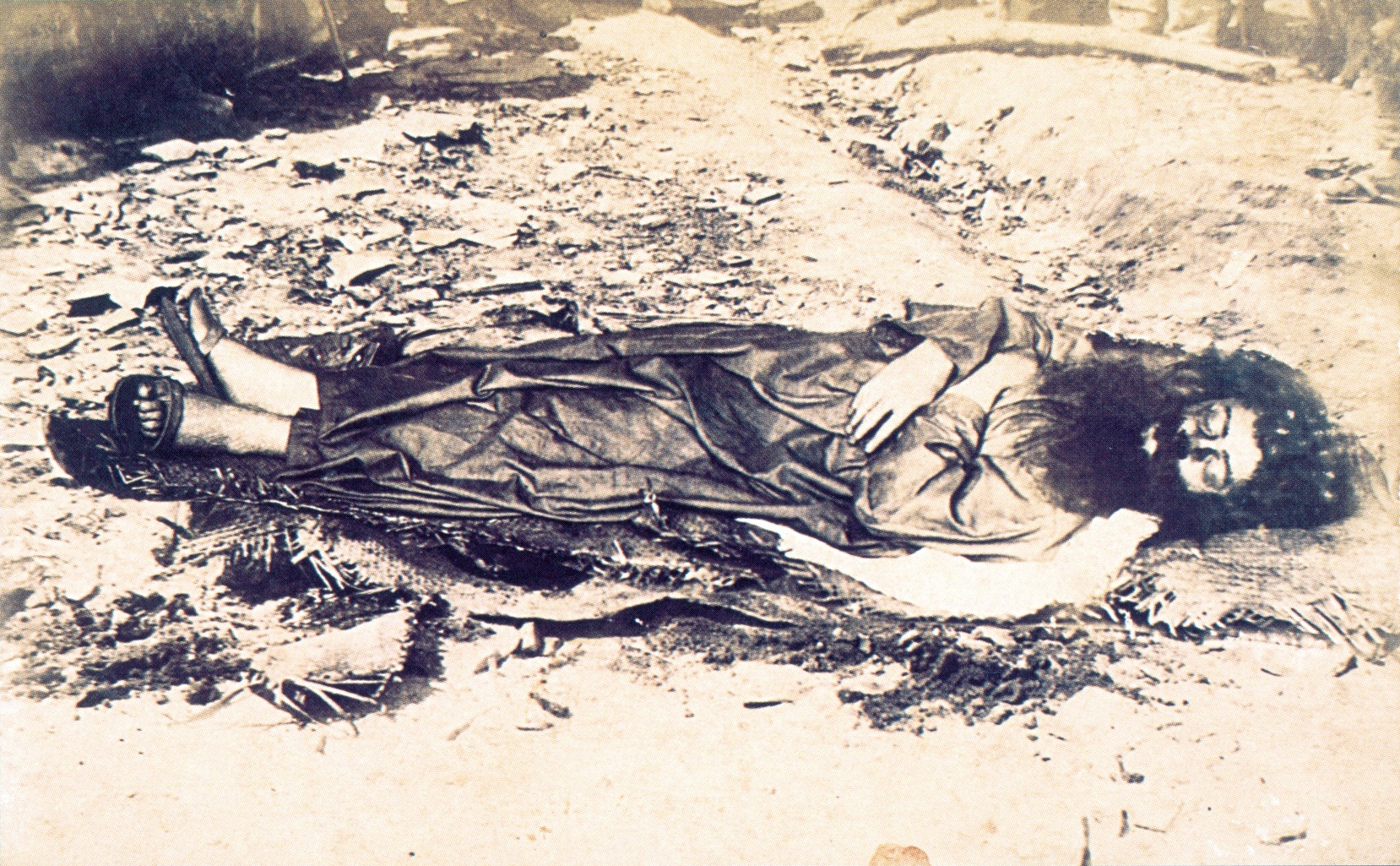
Antônio Conselheiro, místico rebelde e líder espiritual da Guerra de Canudos, Bahia, Brasil.

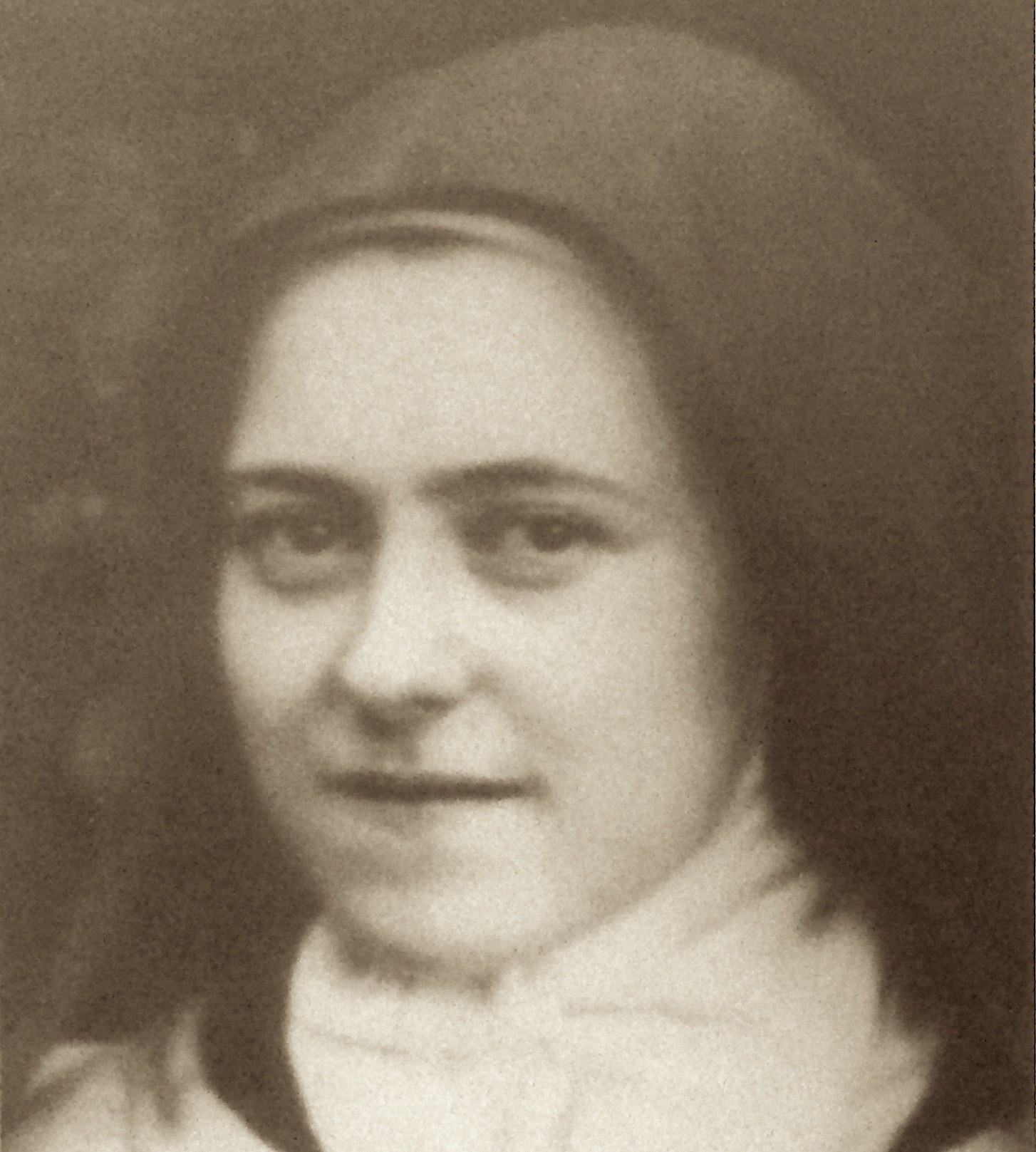
Santa Teresinha do Menino Jesus, grande modelo de santidade para os católicos.

- 19 de fevereiro - Karl Weierstrass, matemático alemão. (n. 1815)
- 20 de março - Joaquim Marques Lisboa, o Marquês de Tamandaré, almirante e patrono da Marinha do Brasil. (n. 1807)
- 29 de junho - Júlio Graça Craveiro, Deputado do Reino de Portugal. (n. ?).
- 8 de agosto - Jacob Burckhardt, filósofo e historiador suíço (n. 1818)
- 17 de setembro - Manuel José Gonçalves Couto, missionário pedâneo, autor da Missão Abreviada. (n. 1819)
- 22 de setembro - morre o beato Antonio Conselheiro, líder dos revoltosos de Canudos. (n. 1830)
- 30 de setembro - Teresa de Lisieux, religiosa carmelita e doutora da Igreja Católica. (n. 1873)

## Por tema
- 1897 na arte
- 1897 no Brasil
- 1897 na ciência
- 1897 no cinema
- 1897 no desporto
- 1897 na literatura
- 1897 na música
- 1897 na televisão